# 蒼山日菜
蒼山 日菜（あおやま ひな、1970年12月29日 - ）は、日本の切り絵作家。神奈川県横浜市出身。東京在住。かつてはフランスのフェルネ＝ヴォルテールに在住していた。2022年4月よりHONEST株式会社とマネージメント提携している。

## 略歴・人物
高校卒業後は着物の販売会社に就職し、22歳の時に海外旅行で訪れたフランスで現在の夫と出会う。その後フランスの隣国のスイスの文化でもある切り絵と出会い、2000年より趣味として切り絵を始める。
2008年にはスイスのシャルメ美術館で開催された第6回トリエンナール・ペーパーアート・インターナショナル展覧会に初出展し、アジア人初のグランプリとなる。
リヨン光の祭典に伴い、リヨンミニチュア美術館で展示。その後、コレクション常設。
チューリッヒBELLERIVE美術館において、チューリッヒ初と言われる「切り絵展」で大作を展示。
ニューズウィーク「世界が尊敬する100人の日本人」に登録。
東京ミッドタウン2周年記念ロゴに切り絵のデザイン起用。
実家は江戸時代から続いている寿司屋。

## 著書
- レース切り絵（2010年2月24日、河出書房新社）
- あなたにもできる蒼山日菜のレース切り絵（2010年12月15日、角川学芸出版）
- ヌーヴォー切り絵（2012年9月25日、河出書房新社）
- レース切り絵でつくる絵本の世界（2013年6月17日、河出書房新社）
- 蒼山日菜のおしゃれ手づくり生活（2015年3月30日、玄光社）